# Доппельгангер (фильм)
«Доппельгангер» — американский художественный фильм 1993 года.

## Сюжет
Молодая девушка Холли (Дрю Берримор) переехала из Нью-Йорка в Лос-Анджелес после убийства, в котором она была замешана. Однако она приехала не одна: за ней следует фантом — её вторая дьявольская сущность. Сняв комнату у писателя (Джордж Ньюберн), она заводит с ним роман. Затем происходят странные события, в результате которых писатель начинает сомневаться, с кем именно у него отношения — с ней или с её фантомом-двойником.

## В ролях
- Дрю Бэрримор — Холли Гудинг
- Джордж Ньюберн — Патрик Хайсмит
- Деннис Кристофер — доктор Хеллер
- Лесли Хоуп — Элизабет
- Сэлли Келлермен — сестры Ян
- Джордж Махарис — Майк Уоллес

## Съёмочная группа
- Режиссёр: Ави Нешер
- Продюсер: Дональд П. Боркерс, Уильям Кристофер Горог
- Сценарист: Дональд П. Боркерс, Ави Нешер
- Композитор: Ян А. П. Качмарек
- Оператор: Свен Керстен